# مقدمه ای بر متافیزیک (جستار)
مقدمه‌ای بر متافیزیک (به فرانسوی: "Introduction à la Métaphysique") جستاری است از فیلسوف و متفکر فرانسوی، آنری برگسون که در سال ۱۹۰۳ نوشته شده‌است. این جستار دربارهٔ مفهوم واقعیت است. برای برگسون، واقعیت نه در مجموعه ای از وضعیت‌های مجزا بلکه به عنوان فرایند مشابهی روی می‌دهد که در فلسفه هستی‌شناسی شدن (Process philosophy) توصیف شده.
واقعیت سیال بوده و نمی‌توان آن را به‌طور کامل به واسطه تحلیل‌های تقلیل گرایانه درک کرد، تحلیل‌هایی که به گفته او شامل "گشتن دور یک ابژه" و کسب دانش از دیدگاه‌های مختلف مرتبط است. در عوض، واقعیت را تنها از طریق شهود می‌توان درک کرد. شهودی که خود او ورود به ابژه، می خواندش.

درواقع در این چارچوب برگسون را باید نخستین فیلسوفی دانست که به اراده بیش از تفکر اهمیت می‌دهد و در این راستا جمله "من اراده می‌کنم" را به جای جمله مشهور دکارت، یعنی می‌داند می‌اندیشم پس هستم قرار می‌دهد. اثرگذاری متن نوشته برگسون بیشتر شبیه اثرگذاری شعر است تا فلسفه به همین دلیل برتراند راسل فلسفه برگسون را فلسفه شعر خوانده‌است.
دیگر عنصر مهم در تفسیر برگسون زمان است، به گونه ای که او زمان و استمرار عامل شناخت انسانی می‌داند. به گفته هورکهایمر برگسون نظریه متافیزیک خود را در بسط نظریه پوزیتیویستی از علم بسط می‌دهد. نظریه‌ها و تفکرات حوزه روانشناسی و زیست‌شناسی بعد از این متن بسیار تحت تأثیر نظریات برگسون در مورد متافیزیک قرار گرفتند.

برگسون در این متن با ارائه توصیفی از شهر پاریس به عنوان یک مثال فضایی، به ما توضیح می دهد که چگونه شهود و هوش موردنظر او با یکدیگر ترکیب می شوند تا به تولید یک دانش مفهومی از فضا برسند. در اینجا برگسون عنوان میکند که برای رسیدن به هر گونه دانش حقیقی زیبایی شناسانه از فضا و یا یک ابژه هنری به همان اندازه که به شهود برای بی غرضی نیاز داریم به هوش خام علمی هم نیاز دارم.

## ترجمه به فارسی
در کتاب نظریه های زیبایی شناسی، آنری برگسون و دیگران، گردآوری و ویرایش مارک فاستر گیج، ترجمه احسان حنیف، تهران: فکرنو، ۱۳۹۹.